# Vasile Blaga
Vasile Blaga (Petrileni, 26 luglio 1956) è un politico rumeno, Presidente del Senato rumeno dal 29 novembre 2011 al 3 luglio 2012.
Tra il 29 dicembre 2004 e il 5 aprile 2007 è stato Ministro dell'amministrazione e dell'interno nel Governo Tăriceanu I. Tra il 22 dicembre 2008 e il 23 dicembre 2009 è stato Ministro per lo sviluppo regionale nel Governo Boc I. Tra il 23 dicembre 2009 e il 27 settembre 2010 è stato ministro dell'Interno nel Governo Boc II. Il 27 settembre 2010 ha rassegnato le dimissioni dall'ufficio di Ministro dell'interno.

## Carriera professionale
Vasile Blaga è nato il 26 luglio 1956 a Petrileni, Bihor. Si è laureato nel 1981 ai corsi della Facoltà di Meccanica dell'Istituto Politecnico "Traian Vuia" di Timișoara, ottenendo la qualifica di ingegnere meccanico.
Dopo la laurea dal 1981 al 1990 ha svolto varie posizioni, tra cui direttore commerciale della Hyperion Mechanical Enterprise a Ştei, distretto di Bihor. È stato presidente della CFSN (Consiglio del Fronte di Salvezza Nazionale) della città di Ștei e vicepresidente del CFSN Bihor fino al 1991, quando è diventato presidente del FSN Bihor.
Nelle elezioni del 20 maggio 1990 è stato eletto deputato di Bihor sulle liste del Fronte di Salvezza Nazionale. Come membro della commissione per la difesa e l'ordine pubblico nella Camera dei Deputati. Uscito come membro del Parlamento il 14 febbraio 1992 (sostituito dal deputato Gavril Cheregi), viene nominato prefetto del distretto di Bihor.
Vasile Blaga è stato Prefetto di Bihor (1991-1993) e poi Direttore Generale della Direzione Regionale Dogana di Oradea (1993-1996). Tra il 1994 e il 1995 svolgeva una serie di corsi di specializzazione a Vienna, ovvero a Weiden in der Oberpfalz, in Germania.
Vasile Blaga è un membro fondatore del Partito Democratico (1991), con la carica di Presidente dell'Organizzazione del Distretto di Bihor del Partito Democratico (1991-1997).
Dopo le elezioni dell'ottobre 1996, è stato eletto senatore di Bihor sulle liste del Partito Democratico. Nella legislatura 1996-2000 fa parte della Commissione per la privatizzazione e la gestione dei beni di Stato, nonché la Commissione per la Pubblica Amministrazione e l'Organizzazione Territoriale. Tra il 1997 e il 2001 è stato segretario generale del PD. Nel 1999 si è laureato presso il Collegio Nazionale di Difesa, VIII serie.
Tra il 2000 e il 2004 Blaga ha lavorato come esperto parlamentare. Nel 2001 è stato eletto vicepresidente con problemi organizzativi del PD e presidente del PD Bucarest. Dopo le elezioni parlamentari del novembre 2004, in cui è stato capo della campagna presidenziale di Traian Băsescu, il nuovo presidente della Romania ha nominato Vasile Blaga il 21 dicembre 2004 come consigliere presidenziale in materia di difesa, sicurezza e Responsabile Nazionale del Dipartimento di Sicurezza Nazionale dell'Amministrazione Presidenziale.
È stato rieletto come senatore di Bucarest sulle liste del Partito Democratico per la legislatura 2004-2008. Diventa membro della Commissione per la Difesa, l'Ordine Pubblico e la Sicurezza Nazionale l'8 febbraio 2007.
Nel novembre 2011 è stato nominato capo del Senato rumeno.
Nell'estate del 2012, nel contesto della politica di cambiamento di colore prevalente in Parlamento, quando diversi membri del partito di governo PDL sono entrati ad altri soggetti (in particolare i partiti che costituiscono l'USL), Vasile Blaga viene rimosso come presidente del Senato. Con voto parlamentare, Crin Antonescu viene eletto alla camera alta del Parlamento.
Alle elezioni parlamentari il 9 dicembre 2012, Vasile Blaga ha perso il suo posto nel Parlamento rumeno - davanti alla sua controparte l'USL, Matei Suciu, al Senato nel Collegio 3 del distretto di Timiș. Ha ottenuto solo il 25,37% dei voti, mentre il candidato USL è stato votato al 53,59%..

## Ministro dell'interno
Il 29 dicembre 2004 Vasile Blaga è stato nominato Ministro dell'amministrazione e dell'interno nel Governo Tăriceanu I, dimettendosi dall'amministrazione presidenziale. Dal 2004 è membro del Consiglio nazionale direttivo dell'Alleanza per la Giustizia e la Verità (PNL-PD). Nel 2005 è eletto al posto del Segretario Generale del Partito Democratico.
Nel marzo 2007, il vicepresidente della Commissione europea Franco Frattini - che occupa il portafoglio della giustizia e degli affari interni dell'esecutivo Ue, facendo riferimento ai progressi compiuti dalla Romania nel processo di adesione all'Unione europea, ha dichiarato: "Dobbiamo congratularci con i ministri Blaga e Macovei sui successi di preadesione. (...) devo onestamente dire che mi fido del ministro Blaga".
Le azioni del ministero dell'interno guidato da Vasile Blaga possono citare un pacchetto di disegni di legge per la riforma della pubblica amministrazione (progetto di legge quadro sul decentramento, il progetto di modifica della legge n. 215/2001 sulla pubblica amministrazione locale, legge finanziaria locale, che modifica il disegno di legge e completa la legge n. 188/1999 sullo status del funzionario), progetti di legge sulla lotta alla corruzione e la criminalità organizzata e la proposta di istituire a Chisinau un centro per il rilascio dei visti per l'Unione europea.
Vasile Blaga è stato sostituito dalla carica in data 5 aprile 2007, con la riorganizzazione del governo Tariceanu lasciando il Partito Democratico al governo.
Tornò come Ministro dell'amministrazione e dell'interno in data 23 dicembre 2009 - rappresenta il Partito Liberal Democratico, dopo aver assicurato la posizione ad interim dall'ottobre dello stesso anno, in seguito al licenziamento di Dan Nica (PSD) dal Primo ministro Emil Boc, quando il PSD ha lasciato il governo accanto al PDL. Si è dimesso il 27 settembre 2010, in mezzo a uno scandalo provocato dalla protesta di alcuni dipendenti del ministero che stava conducendo, che hanno cantato davanti al palazzo Cotroceni, contro il presidente Basescu, gettando il suo cofanetto (contrariamente alle norme, gli agenti di polizia si presentarono indossando le uniformi di servizio). È stato succeduto come ministro dell'amministrazione e dell'interno da Traian Igaş (PDL).
Vasile Blaga parla correntemente francese. È sposato e ha due figli.

## Attività nel mondo degli affari

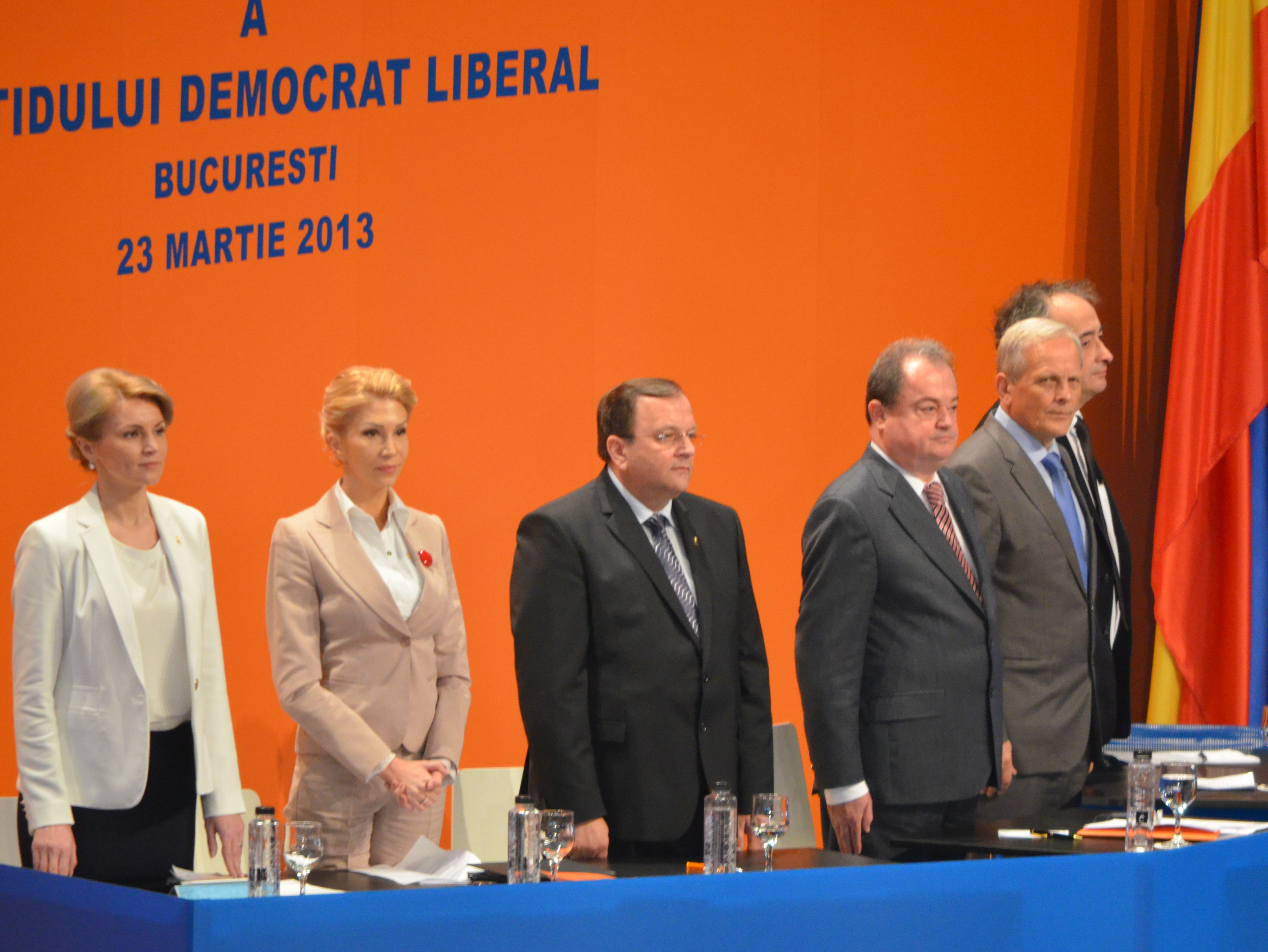
Andreea Paul Vass, Raluca Turcan, Gheorghe Futur, Vasile Blaga, Theodor Stolojan e Traian Ungureanu (alla Convenzione Nazionale straordinaria del Partito Democratico Liberale, 23 marzo 2013)

Parallelamente all'attività politica, Vasile Blaga si è lanciato anche in attività economiche. I coniugi Blaga hanno coperto una vasta area: commissioni doganali, attività di istituti bancari e finanziari, produzione di mobili (sedie), commercio di parti ed accessori per autoveicoli, ecc. Attualmente i coniugi Blaga sono azionisti di almeno 11 società commerciali direttamente o attraverso l'acquisizione di azioni sul mercato azionario.
Secondo la dichiarazione di ricchezza completata il 22 gennaio 2007, le azioni detenute da Vasile Blaga includono le azioni di Petrolsub SA (374.000 azioni = 1,7%), BRD (80.000 azioni x 19.5 = 1560000 RON) Romania Combi SA (692 azioni - dal contributo a Combi Spedition SA Arad 700 mil ROL), Banca Transilvania (280 870 parti x 0,735 = 206.439,45 RON) Banca Romexterra (248 azioni), SC Broker SA (8406 azioni x 2,12 = 17.820,72 RON) e SIF Banat. -Crişana (8.000 parti X 2.78 = 22.240 RON)
Inoltre, Vasile Blaga possiede in joint venture con sua moglie un terreno di 378 metri quadrati a Oradea e un edificio di 346 metri quadrati del valore di 170.000 RON. Possiede depositi bancari per un totale di 296.000 EUR, $ 44.000 e 320.000 RON.
Prima di essere nominato Ministro, Vasile Blaga possedeva il 44,5% delle azioni di SC Multimod SA (avendo come attività la produzione di mobili), che ha venduto nel 2005 per 308.000 euro a SC Master SA. Inoltre, nel 2003, è apparso anche come azionista in Supermod Impex SRL Oradea (9,99%), Mobimod SA (44,5% - società Oradea con lo stesso campo di attività di Multimod SA) e Confort Astra Import Export SA (46,26%, insieme a sua moglie). Inoltre, sua moglie Margareta Violett Blaga è stata quotata separatamente come azionista in altre tre società: Romagro Transport SRL Suplacu de Barcău (20%), Selinvest SA Brașov (15%) e Romania Combi SA (0,16%)

## Accuse di corruzione
Il 28 novembre 2016, la Direzione nazionale anticorruzione ha ordinato a Vasile Blaga di essere citato sotto controllo giudiziario.
È stato accusato di essere stato senatore nel parlamento rumeno e segretario generale di un partito al potere, commettendo crimini di influenza, influenzando la gestione di due società nazionali per offrire contratti a una società di proprietà di Horațiu Bruno Berdilă, e anche lui è accusato in questo caso.
Per questi interventi, Vasile Blaga ha ricevuto, tramite un intermediario, l'importo complessivo di 700.000 euro da Berdillo Horaţiu Bruno.